# 龜甲
龜甲，又稱龜殼，是龜鱉目動物的甲殼，是由牠們的肋骨進化成特殊的骨製和軟骨護盾，可保護龜的身體。

## 用途

### 刻字

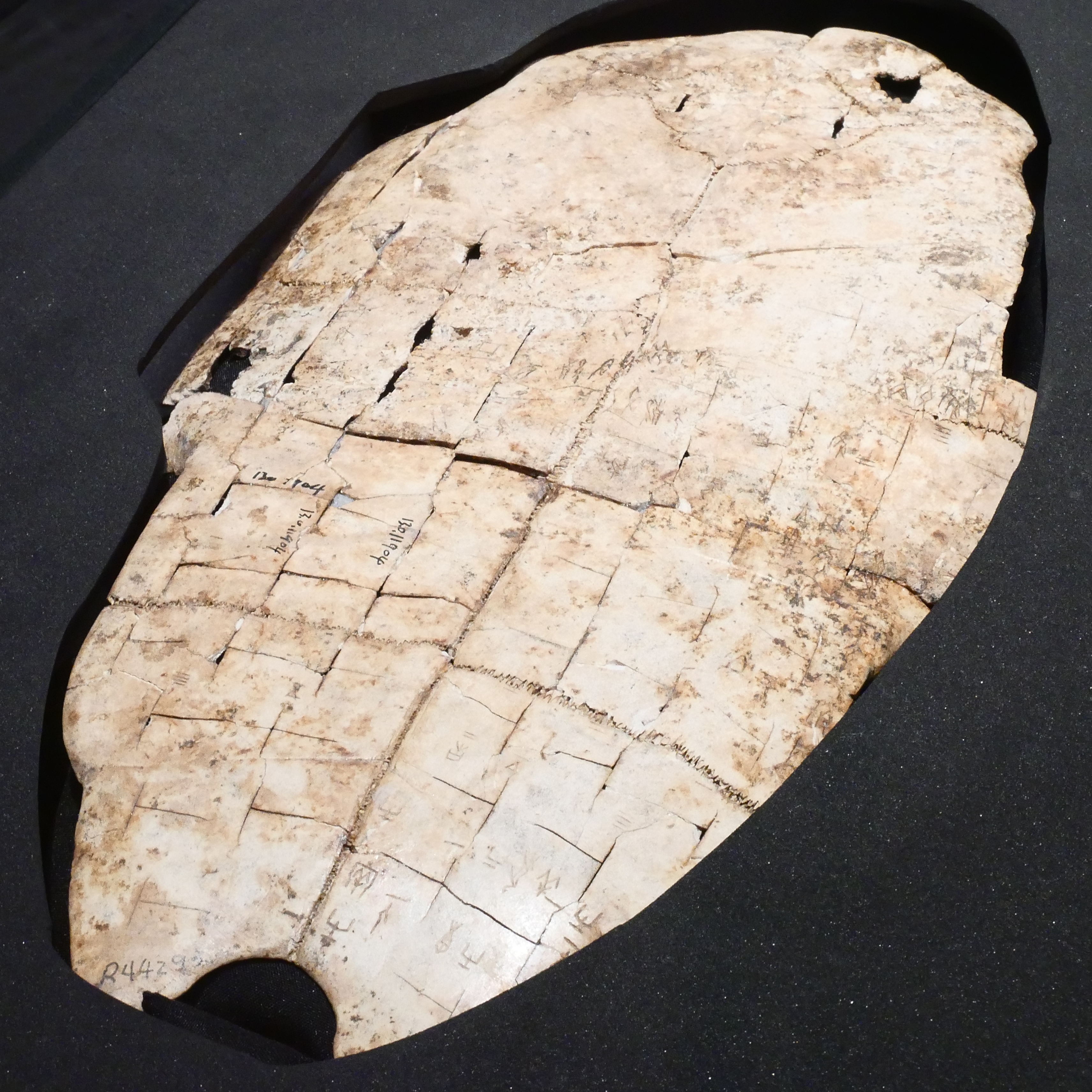
帶卜辭龜腹甲（獲麋百頭，丙86）

清光緒年間，金石學家王懿榮偶然在龜甲上發現有古文字，即是後來的甲骨文。

### 飾物
部份品種的龜殼如玳瑁的殼可以加工成為飾物。

### 占卜
龜甲是中國傳統占卜的用具。古人在其上鑽孔加熱，觀其裂紋以定吉凶。後來人們也把銅鐵放進龜殼裡搖動來占卜。

### 藥用
龜的腹甲是一種中藥，稱為龜板 、龜甲 。

## 组成

### 腹甲

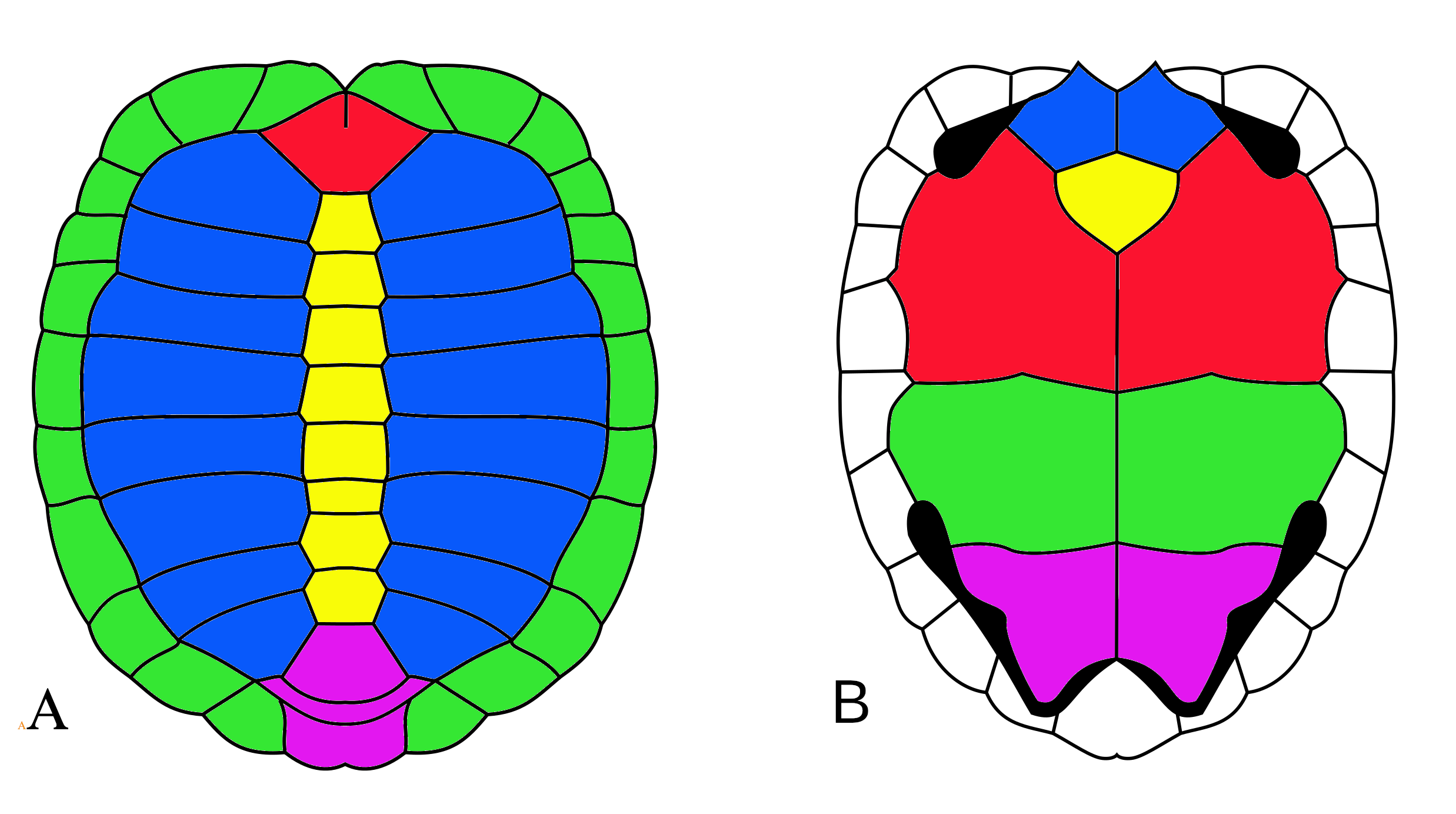
乌龟背甲(A)与腹甲(B)

腹甲由四对骨板和一个内腹甲组成。其中，四对骨板包括：上腹甲、次腹甲、中腹甲、剑腹甲组成。

### 背甲
背甲由神经板、肋板、八对周边板、颈片、尾片组成。 进化生物学家认为乌龟的背甲是内骨骼与外骨骼结合而构成的。其中最主要的神经板与肋板属于内骨骼，由肋骨与椎骨在胚胎时期的延伸而形成。颈片、尾片与周边板属于外骨骼，由皮肤的角质化与骨化而形成。

## 化石
21世纪初，半甲齿龟 (Odontochelys semitestacea) 化石在中国贵州省被发掘。半甲齿龟存在于三叠纪，距今约2亿2000万年。李淳、吴肖春等科学家与2008年发表的论文中描述，半甲齿龟拥有已经形成的腹甲和未发展完的背甲。

## 外部連結
- 龜甲 中藥材圖像數據庫  (香港浸會大學中醫藥學院) （中文）（英文）
- 龜甲 Gui Jia（页面存档备份，存于） 中藥標本數據庫 (香港浸會大學中醫藥學院) （繁體中文）（英文）